# Dedno pravo
Dedno pravo ureja prehod premoženja (zapuščine) umrlega na njegove pravne naslednike - dediče in volilojemnike.
Redoma se deduje po oporoki (izjavi poslednje volje; tudi testament), ki jo je umrli (zapustnik) pripravil pred smrtjo. Če ni veljavne oporoke, se deduje po pravilih zakona (zakonito dedovanje). Le, če dedičev ni oz. ti nočejo dedovati, preide premoženje umrlega (zapuščina) v last države.
Zapustnik lahko načeloma s svojim premoženjem prosto razpolaga (svoboda testiranja) - tako za časa življenja ali za primer smrti. Omejen pa je z zakonitim določilom o nujnem deležu: svojim potomcem (naravnim in posvojencem) ter staršem (tudi posvojiteljem) mora zapustiti določeni delež - nujni delež - ali pa jih razdediniti po enem od zakonitih razlogov. Spori glede nujnega deleža so zelo pogosti, raztegnejo trajanje zapuščinskega postopka (leto do dve), medtem pa je promet z zapustnikovimi stvarmi, zlasti nepremičninami, moten.

## Splošno
Dedno pravo je klasična veja prava; stara približno toliko, kot organizirana družba. Njen predmet je bil in še precej je življenjskega pomena - prehod najpomembnejših stvari za življenje (takrat polja, živina, orožje, nakit) na potomce. Prvo institucionalno (pravno) ureditev je zaslediti v Hamurabijevem zakoniku, zagotovo pa na Zakoniku sedmih plošč z začetka starega Rima. Od takrat naprej je bilo dedovanje vedno zagotovljeno in je redno pripadlo najstarejšemu sinu.

## Načela vSloveniji
Državljani so pod enakimi pogoji enakopravni. Deduje se po oporoki in *po zakonu. Oporočno razpolaganje je omejeno z zakonom. Zapuščina brez dediča postane državna lastnina.

## Dedno pravo in politika
Država (tj, oblast) se v dedovanje zaradi omenjene življenjske pomembnosti ni dosti vmeševala. Konec srednjega veka so sicer bili lovi na čarovnike/čarovnice: ni skrivnost, da so mnogi raje umrli na torturi inkvizicije, kot pa priznali - ker potem bi njihovo premoženje pripadlo Cerkvi, družini pa ne ostalo nič. Še več se je zgodilo prav slednje. A »pustmo zgodovino« in poglejmo pravne vidike.
Dedno pravo spada med zasebno pravo, ker je ureditev dedovanja v veliki meri prepuščena svobodni volji zapustnika (pri sestavi oporoke - svoboda testiranja oz. svoboda oporočnega razpolaganja) in potem dediča (ki lahko npr. prezadolženo dediščino zavrne). To je temeljno načelo dednega prava.
Politika dedovanja se tako v sodobnosti koncentrira na postopkovno enostavnost, varovanje starejših oseb po prenosu nekaterih pravic na bodočega dediča in varovanje državnih interesov, ki izhajajo iz same zapuščine (naj se ne razdrobi, naj se podjetniška dejavnost ne izrodi kot posledica zapuščinskega postopka). 
Za dedovanje kmetijskih gospodarstev in denacionaliziranega premoženja veljata posebna zakona. Pri kmetijskih gospodarstvih je posebnost nedelitev kmetije, pri denacionaliziranem premoženju pa drugačna določitev dedičev in nov postopek.
Občutljiva je tudi tema določitve obsežnosti kroga nujnih dedičev oz. nujnih deležev do katerih so ti upravičeni, saj obseg postane izhodišče za pravno varnost po smrti zapustnika.

## Dedič
Dedič je oseba, ki vstopi v pravni položaj zapustnika - v vse njegove pravice ali obveznosti. Slednje je problematično, če je bil zapustnik prezadolžen. Še bolj problematično je, če je dedičev več in je treba dediščino še razdeliti. V vmesnem času se imenuje skrbnika zapuščine, ki je praviloma eden od dedičev oz. oseba, ki je živela skupaj z zapustnikom.
Dedičev ni, če:
- jih sploh ni;
- niso znani in se ne oglasijo na oklic;
- so znani, vendar
  - so vsi dedno nevredni po samem zakonu;
  - zapustnik z oporoko vse dediče razdedini v skladu z zakonitim razlogom;
  - se vsi odpovejo dediščini.

### Oporočni dedič
Praviloma dediča zapustnik določi z oporoko, v kateri zapiše, da naj ta in ta oseba (dedič) deduje njegovo premoženje ali njegov ustrezni del (npr. polovico). Dedič mora preživeti zapustnika (normalno), ne sme biti dedno nevreden ali razdedinjen, in ne sme se odpovedati dediščini. Vse to se redno zgodi in dedič deduje. Oporočni dedič je lahko kdorkoli - sorodnik, prijatelj ali kar nekdo.

### Zakoniti dedič
Če zapustnik ne določi dedičev, se ti določijo  po zakonu. In sicer po treh dednih redih:
- prvi dedni red: potomci zapustnika in njegov zakonec; dedujejo po enakih delih (primer: 2 sinova in vdova: vsak 1/3)
- drugi dedni red: starši zapustnika in zapustnikov zakonec; dedujejo starša vsak 1/4, zakonec preostalo 1/2.
- tretji dedni red: stari starši zapustnika; dedujejo vsak 1/4.

Se pravi, zakon pravi, da če zapustnik ne določi drugače, naj dedujejo njegovi najožji potomci in zakonec. Ti se pogosto ne marajo več, zato se določi točnejša pravila, kdo deduje in koliko.
Bistveno je, da bližji dedni red izključuje od dedovanja bolj oddaljenega. Če torej deduje zapustnikova hči, ki je potomec (I. dedni red), lahko ob njej deduje le zapustnikova žena (isto I. dedni red), nikakor pa ne zapustnikovi starši, naj še tako hočejo. Tu nastopi tudi najbolj konfliktna situacija - če ni potomcev, ker npr. zapustnik umre mlad, žele starši po vsej sili izločiti preživelega zakonca od dedovanja.
Izjema od načela izključevanja je vstopna pravica, ki pripada potomcem dediča, ki bi lahko dedoval, a dedovanje ni več možno. Primer: deduje se po I. zakonitem dednem redu. Zapustnica je zapustila sina in pa moža. Vendar, ker je sin dedno nevreden, namesto njega deduje njegov sin - se pravi zapustnikov vnuk. Vnuk vstopi v položaj očeta = sina od zapustnika. Vstop je možen v primeru, da dedič ne preživi zapustnika, da je dedno nevreden oz. razdedinjen, oz. če se odpove dediščini (a le v svojem imenu) -- in le pri zakonitem dedovanju. Pri oporočnem dedovanju vstopne pravice v Sloveniji ne poznamo.
V primeru, ko vstopne pravice in je ena veja zakonitih dedičev brez možnega dediča, prirase njen delež sorazmerno ostalim dedičem.

## Volilojemnik
Volilo je manj znano in tudi redkejše oporočno naklonilo. Gre za vsako stvar, ki jo zapustnik nameni neki osebi, za katero hkrati ne določi, da naj bo dedič. Se pravi, če pokojni stric nečaku nameni le Toyoto RAV4, je to volilo in nečak je volilojemnik.
Volilojemnik mora prav tako preživeti zapustnika in biti dedno vreden in ne razdedinjen. Ni pa dedič, zato ne dobi deleža na zapuščini in s tem tudi ne deleža obveznosti do upnikov zapustnika. Svoje volilo mora terjati od dedičev (damnacijsko volilo); ne postane kar lastnik.

## Nujni dedič
Je dedič, ki mu po zakonu pripada nujni delež in zato trdi, da po oporoki ni dobil svojega nujnega deleža. Lahko, da po oporoki sploh ne dobi nič, lahko da premalo. Zato se odloči, da pred sodiščem uveljavlja svoj nujni delež, bodisi že v zapuščinskem postopku, bodisi kasneje, z dediščinsko tožbo.
Nujni dedič je zakoniti dedič, ki bi bil dedoval, če bi se dedovalo po zakonu. Nujni dediči so lahko tudi pokojnikovi dedje in babice ter bratje in sestre, vendar samo tedaj če so trajno nezmožni za delo in nimajo potrebnih sredstev za življenje, pri tem pa je potrebno upoštevati, da so nujni dediči samo, če bi bili po zakonu poklicani k dedovanju. Spomnimo: če bi dedovali potomci, so starši izključeni od dedovanja.
Nujni delež je polovico zakonitega, se pravi, odvisen od števila dedičev, ki bi v primeru zakonitega dedovanja dedovali.

## Postopek pri dedovanju
Ob smrti zapustnika se po samem zakonu uvede zapuščinski postopek. Popiše se zapustnikovo premoženje, pokliče dediče in opravi glavno obravnavo, na kateri se odloči o delitvi zapuščine. Odloči se s sklepom o dedovanju.
Oseba, ki trdi, da je bila oškodovana v dedni pravici, lahko po pravnomočnem zapuščinskem postopku vloži dediščinsko tožbo. Zapuščinski postopek v Sloveniji temelji na nepravdnem postopku.